# Ponirki
Ponírki, tudi potápniki in potapljávci (znanstveno ime Podicipediformes), so red ptic, v katerega uvrščamo eno samo družino - Podicipedidae. Ponirki so vodni ptiči, živijo večinoma v sladkih vodah, le med selitvijo in pozimi jih lahko opazujemo tudi na morski obali.
Družina ponirkov vsebuje 22 vrst v šestih rodovih:
- Aechmophorus
- Podiceps
- Podilymbus
- Poliocephalus
- Rollandia
- Tachybaptus

V Evropi (tudi v Sloveniji) živijo štiri vrste iz rodu Podicepcs in ena iz rodu Tachybaptus.